# مسعود مصاحب
مسعود مصاحب بازرگان و شهروند دوتابعیتی ایرانی اتریشی است. او رئیس نهاد «انجمن دوستی ایران و اتریش» بود و در مقام مشاور یک شرکت پرتودرمانی همراه هیاتی در زمینه درمان سرطان به ایران رفته بود که در سال ۱۳۹۷ بازداشت شد. مصاحب به جاسوسی برای سازمان امنیت آلمان متهم و به ۱۰ سال زندان محکوم شده بود. جمهوری اسلامی ایران در ازای آزادی اسدالله اسدی توسط بلژیک، مصاحب را در خرداد ۱۴۰۲ آزاد کرد.